# Семенок Артем Сергійович
Артем Сергійович Семенок (рос. Артём Сергеевич Семенок; 17 липня 1994, Клинці, Росія — 6 серпня 2023, Запорізька область, Україна) — російський офіцер, старший лейтенант ПДВ РФ. Герой Російської Федерації.

## Біографія
Після закінчення Рязанського повітрянодесантного командного училища призначений командиром десантно-штурмового взводу 56-ї окремої десантно-штурмової бригади. З листопада 2021 року — командир парашутно-десантної роти своєї бригади (з 1 грудня 2021 року — 56-го десантно-штурмового полку).
З 24 лютого 2022 року брав участь у вторгненні в Україну. Загинув внаслідок ракетного удару.

## Нагороди
- Орден Мужності
- Медаль Суворова
- Інші медалі
- Звання «Герой Російської Федерації» (15 жовтня 2024, посмертно)